# Haakworminfectie
Een haakworminfectie is een infectie door een type darmparasiet dat bekend staat als haakworm. In eerste instantie kan er jeuk en huiduitslag optreden op de plek van de infectie. Mensen die slechts door een paar wormen zijn aangetast, vertonen mogelijk helemaal geen symptomen. Mensen die met meerdere wormen besmet zijn, kunnen last krijgen van buikpijn, diarree, gewichtsverlies en vermoeidheid. De geestelijke en lichamelijke ontwikkeling van kinderen kan worden beïnvloed. Er kan bloedarmoede optreden.
Twee veel voorkomende haakworminfecties bij mensen zijn ancylostomiasis en necatoriasis, veroorzaakt door respectievelijk de soorten ancylostoma duodenale en necator americanus. De eitjes van haakwormen worden in de ontlasting van geïnfecteerde mensen gelegd. Als deze in het milieu terechtkomen, kunnen er larven (onvolwassen wormen) uitkomen, die vervolgens de huid kunnen binnendringen. Eén type kan ook via besmet voedsel worden verspreid. Risicofactoren zijn onder meer het lopen op blote voeten in warme klimaten, waar de sanitaire voorzieningen slecht zijn. De diagnose wordt gesteld door onderzoek van een ontlastingsmonster met een microscoop.
Het risico op infectie kan op individueel niveau worden verminderd door niet op blote voeten te lopen in gebieden waar de ziekte veel voorkomt. Onder de bevolking zelf zijn het verminderen van de ontlasting buitenshuis, het niet gebruiken van rauwe ontlasting als meststof en het massaal ontwormen effectief. De behandeling bestaat doorgaans uit de medicijnen albendazol of mebendazol gedurende één tot drie dagen. IJzersupplementen kunnen nodig zijn bij mensen met bloedarmoede.
In 2015 werden ongeveer 428 miljoen mensen besmet met haakwormen Zware infecties kunnen zowel bij kinderen als bij volwassenen voorkomen, maar komen bij volwassenen minder vaak voor. Ze zijn zelden dodelijk. Haakworminfectie is een via de bodem overgedragen helminthiasis en wordt geclassificeerd als een verwaarloosde tropische ziekte.